# 遊園前バス営業所停留場
遊園前バス営業所停留場（ゆうえんまえばすえいぎょうしょていりゅうじょう）は、かつて福岡県北九州市小倉北区上到津四丁目にあった、西日本鉄道（西鉄）北九州本線の停留場（廃駅）である。
本項目では、1985年（昭和60年）10月まで隣接して設置されていた到津車庫についても記述する。

## 概要
九州電気軌道本線第1期区間の開通により開業した。到津車庫設置以前は「到津橋」と称した。1940年（昭和15年）10月の到津車庫開設に伴い、「到津車庫前」に改称した。これ以降、到津車庫・営業所担当の電車については当停留場で入出庫や乗務員交代が行われるようになった。
1985年（昭和60年）10月20日の北九州線部分廃止の際、到津車庫・営業所は廃止されて西鉄バス遊園前営業所となり、当停留場の名称も「遊園前バス営業所」となった。1992年10月25日の廃止までこの名称が使用された。

## 歴史
- 1911年（明治44年）6月5日 - 九州電気軌道本線第1期区間の開通に伴い、開業。
- 1940年（昭和15年）10月15日 - 到津車庫開設。停留場名称を「到津橋」から「到津車庫前」に変更。
- 1942年（昭和17年）9月22日 - 西日本鉄道が成立し[3]、同社北九州線の停留場となる。
- 1985年（昭和60年）10月20日 - 到津車庫廃止。停留場名称を「遊園前バス営業所」に変更。
- 1992年（平成4年）10月25日 - 北九州本線の砂津 - 黒崎駅前間廃止に伴い、当停留場も廃止。

## 駅構造
上下線それぞれに安全地帯のある乗降場を有していた。渡り線と、1985年（昭和60年）10月までは入出庫線もあった。

## 到津車庫
1932年（昭和7年）7月、九州電気軌道は当停留場のある到津地区に到津遊園を開園させた。同社は併せて来場客輸送に備え、到津地区に発着する臨時電車の運行設備を整備することとし、付近に電車の留置線が設けられた。この留置線が1940年（昭和15年）10月15日付で移設・拡張されて到津車庫となり、営業所も設置された。
本線の敷設されている電車通りの南側、電車通りと板櫃川にはさまれた敷地にあり、電車通り側に営業所の建物が置かれ、留置線や検修庫はその裏の板櫃川側にあった。
所属車両の日常検査を行ったほか、到津遊園行楽客などの輸送に係る臨時電車の操車業務も行った。
1985年（昭和60年）10月20日の北九州線部分廃止の際、運用車両減のため、他の車庫に先立って廃止となった。

## 廃止後の状況
路面上の乗降場については、廃止後は完全に撤去され、残存していない。
西鉄バス遊園前営業所最寄のバス停は電停と同様に「遊園前バス営業所」名称だったが、北九州線廃止後は「遊園前営業所」の名称に変更された。
到津車庫跡は1985年（昭和60年）10月以降西鉄バス遊園前営業所となっていたが、その後廃止され、跡地は西鉄ストアが運営するにしてつストア到津店→スピナ到津店となり、最寄バス停の名称は「上到津」となった。その後も敷地東端にはバス折返場が残され、1番などに「上到津」発着のバスも存在したが、2013年3月現在ではこの折返場も廃止となり、跡地はマンション建設用地となった。

## 隣の駅
西日本鉄道
北九州本線
遊園前停留場 - 遊園前バス営業所停留場 - 昭和停留場